# جوناس كازلوسكاس
جوناس كازلوسكاس (بالليتوانية: Jonas Kazlauskas)‏ مواليد 21 نوفمبر 1954 في بانيفيزيس، الجمهورية الليتوانية السوفيتية الاشتراكية، هو مدرب كرة سلة ليتواني ولاعب سابق. بدأ مسيرته الاحترافية في سنة 1973. يبلغ طوله 6 قدم 3 بوصة (1.9 م). حقق المركز الأول في بطولة أمم آسيا لكرة السلة 2005. اعتزل اللعب في 1985.

## سجل المنافسة
شارك في المنافسات التالية:
- كأس العالم لكرة السلة 2014
- بطولة أمم أوروبا لكرة السلة 2009
- بطولة أمم أوروبا لكرة السلة 2013
- بطولة أمم أوروبا لكرة السلة 2015
- الألعاب الأولمبية الصيفية 2000
- الألعاب الأولمبية الصيفية 2008
- الألعاب الأولمبية الصيفية 2016

## الميداليات
| الميدالية | المسابقة                         |
| --------- | -------------------------------- |
| برونزية   | الألعاب الأولمبية الصيفية 2000   |
| فضية      | بطولة أمم أوروبا لكرة السلة 2013 |
| ذهبية     | بطولة أمم آسيا لكرة السلة 2005   |
| برونزية   | بطولة أمم أوروبا لكرة السلة 2009 |

## روابط خارجية
- جوناس كازلوسكاس على موقع أوليمبيديا (الإنجليزية)
- جوناس كازلوسكاس على موقع اللجنة الأولمبية الصينية (الإنجليزية)